# نهر باراراتي
نهر باراراتي ( (بالبرتغالية: Rio Bararati‏) ) هو نهر في ولاية أمازوناس، البرازيل. وهو رافد لنهر جوروينا.

## دورة
يتدفق نهر باراراتي، وهو الرافد اليسار لنهر جوروينا، من الجنوب إلى الشمال عبر متنزه سكوندوري الحكومية 808,312 هكتار (1,997,380 أكر) ، على 808,312 هكتار (1,997,380 أكر) تم إنشاؤها في عام 2005.